# Papuzik czerwonolicy
Papuzik czerwonolicy (Erythrura psittacea) – gatunek małego ptaka z rodziny astryldowatych (Estrildidae). Występuje na Nowej Kaledonii i przyległej wyspie Île des Pins. Nie jest zagrożony wyginięciem.

## Taksonomia
Po raz pierwszy zgodnie z zasadami nazewnictwa binominalnego gatunek ten  opisał Johann Friedrich Gmelin w 1789 w 13. wydaniu linneuszowskiego Systema Naturae. Nowemu gatunkowi nadał nazwę Fringilla psittacea. Obecnie (2020) Międzynarodowy Komitet Ornitologiczny umieszcza papuzika czerwonolicego w rodzaju Erythrura; niektórzy autorzy wydzielają papuziki: czerwonolicego i czerwonogłowego (E. cyaneovirens) w odrębnym rodzaju Amblynura (Reichenbach, 1862). E. psittacea to gatunek monotypowy.

## Morfologia
Długość ciała wynosi 12–14 cm; masa ciała 10,5–11,5 g. Przód głowy, pokrywy uszne, policzki, broda, gardło i górna część piersi są jaskrawoczerwone. Kantarek ciemnobrązowy lub czarniawy. Obszar od ciemienia i tyłu szyi po górną część kupra zielony (według autorów odcień butelkowej zieleni), podobnie jak pokrywy skrzydłowe. Lotki ciemnobrązowe z jaskrawozielonymi krawędziami i końcówkami. Niższa część kupra, pokrywy nadogonowe i środek ogona krwistoczerwone, ciemniejące ku końcowi. Pozostała część sterówek brązowa z czerwonawymi końcówkami. Ogon stopniowany. Spód ciała ma barwę zieloną lub morską. Dziób z wygiętą górną krawędzią, czarny lub czarniawy, krótki i gruby. Tęczówka ciemnobrązowa. Nogi i stopy jasnoróżowe lub jasnobrązowa. Samica ubarwiona podobnie do samca, jest jednak bardziej matowa i ma mniej czerwieni w przednich partiach ciała.

## Zasięg występowania
Nowa Kaledonia i Île des Pins.

## Ekologia i zachowanie
Środowiskiem życia papuzików czerwonolicych są otwarte tereny na skrajach lasów, przecinki, zakrzewienia, często na skrajach obszarów rolniczych, plantacji czy ogrodów. Zwykle widywane są w parach, grupach rodzinnych lub stadach liczących do 20 osobników. Żywią się nasionami pobieranymi wprost z roślin lub z ziemi, zjadają również małe prostoskrzydłe i termity (łapane w locie).

### Lęgi
Okres lęgowy trwa we wrześniu i marcu. Dalsze informacje pochodzą z niewoli, gdzie ptaki te gniazdują o dowolnych porach roku. Zniesienie liczy 3–6 jaj. Inkubacja trwa 12–14 dni. Młode są w pełni opierzone po około 21 dniach życia, usamodzielniają się w wieku 5–6 tygodni.

## Status
IUCN uznaje papuzika czerwonolicego za gatunek najmniejszej troski (LC, Least Concern) nieprzerwanie od 1988 (stan w 2020). BirdLife International uznaje trend populacji za stabilny. Krajobraz wyspy zmienia się wskutek wydobycia niklu i rozwoju turystyki, zdaje się to jednak nie szkodzić ptakom.

## W hodowli
Do Europy astryldy te dotarły pod koniec XIX wieku. W 1877 miały dotrzeć do Anglii. Ptaki te powinny być trzymane w grupie składającej się z kilku par – bez samotnych ptaków. Właściwym dla nich pożywieniem jest mieszanka różnych gatunków prosa i kanaru, jedzą także łuskany owies i skiełkowaną pszenicę oraz owoce – najchętniej jabłka i ogórki sałatkowe. Istnieje kilka odmian barwnych. Pierwsza mutacja objawiała się zredukowaną ilością czerwieni z przodu głowy; pozostałe to m.in. szek (plamy żółci w niektórych miejscach zamiast zieleni) oraz niebieska (szaroniebieski zamiast zielonego i pastelowopomarańczowy zamiast czerwonego).